# Dominique Sénéquier
Dominique Senequier (Tolone, 21 agosto 1953) è un'imprenditrice francese, presidente di Ardian (in precedenza Axa Private Equity), società di private equity da lei fondata nel 1996.
Dal 2009 è stata inserita più volte da Forbes e Bloomberg nell'elenco delle 100 donne più potenti del mondo e ytra le 50 donne più influenti nella finanza.

## Biografia
Dominique Senequier, nata nel 1953 a Tolone e cresciuta nel quartiere operaio di Pont-du-Las,  ha frequentato il liceo al Lycée Thiers di Marsiglia, quindi si è laureata in Economia bancaria ed monetaria presso l'Università della Sorbona. È stata una delle prime sette donne ammesse all'École Polytechnique nel 1972. 

## Carriera
Dominique Senequier ha iniziato a lavorare nel 1975 come commissario assicurativo presso il Ministero delle Finanze francese. Nel 1980 ha lavorato sino al 1996 nel settore della riassicurazione, dello sviluppo internazionale e del private equity presso GAN, una filiale di Groupama. Ha inoltre creato e sviluppato la filiale GAN Participations.
Nel 1996, è entrata a far parte del Gruppo Axa e ha fondato Axa Private Equity, che è diventata la più grande società di private equity in Europa con 50 miliardi di dollari di asset in gestione nel 2014. Nel 2013, ha annunciato che l'azienda si sarebbe separata dal Gruppo Axa diventando Ardian.
Senequier guida più di 410 dipendenti che gestiscono oltre 50 fondi attivi in 12 uffici in tutto il mondo.
Ha collaborato con Hewlett-Packard ed è stata membro non esecutivo del consiglio di amministrazione del gruppo italiano Compagnie Industriali Riunite. È vicepresidente del consiglio di sorveglianza di Hermès e fa parte dell'International Actuarial Association. 
Senequier si è classificata al numero 50 nell'elenco Forbes delle 100 donne più potenti del mondo nel 2009. Nel 2011, era al numero 98. Si è classificata 16ª nel 2013 e 12a nel 2014.

## Riconoscimenti
Nel 2012 è stata nominata Cavaliere della Legion d'Onore.

## Vita privata
Si è sposata, ha divorziato e si è risposata. È una pianista da concerto a cui piace l'opera.

## Opinioni
È europeista e nel febbraio 2014 è apparsa accanto a Laurence Parisot e Daniel Cohn-Bendit in un appello alle personalità su L'Opinion: